# Poul Jensen (politiker)
 Der er flere personer med dette navn, se Poul Jensen.
Poul Jensen (født 3. juli 1930 i Nørre Lyndelse, død 18. november 2007) var en dansk gartner og politiker. Han var medlem af Folketinget i 1990 for Fremskridtspartiet.
Poul Jensen blev født i Nørre Lyndelse syd for Odense på Fyn i 1930. Hans forældre var gartneriejer Hans Konrad Jensen og Esther Agnete Jensen. Jensen gik på Dalum Centralskole og blev uddannet gartner blandt andet i Norge og Sverige hvor han opholdt sig i flere år. Han blev selvstændig gartner i 1950 og tillige gårdejer i 1967. Han var fra 1978 til 1983 medlem af bestyrelserne for Gartneriernes Salgsafdeling i Odense (blomster) og Gartnernes Arbejdsgiverforening.
Jensen var opstillet til Folketinget for Fremskridtspartiet i Odense Vestkredsen ved folketingsvalget 10. maj 1988 og blev 2. stedfortræder for partiet i Fyns Amtskreds. Det betød at han indtrådte i Folketinget 6. november 1990 da Hugo Holm mistede sin valgbarhed. Han blev ikke genvalgt ved folketingsvalget 12. december 1990 og måtte forlade Folketinget efter kun godt en måned.